# Вязищи (Московская область)
Вязищи — деревня в Серпуховском районе Московской области. Входит в состав Липицкого сельского поселения (до 29 ноября 2006 года входила в состав Балковского сельского округа).

## Население
| 2002 | 2006 | 2010 |
| ---- | ---- | ---- |
| 4    | →4   | ↘2   |

## География
Вязищи расположены примерно в 38 км (по шоссе) на юго-восток от Серпухова, у истока реки Каменка (левый приток Восьмы), высота центра деревни над уровнем моря — 191 м. На 2016 год в деревне 3 улицы и 4 садовых товарищества. Деревянная церковь Георгия Победоносца была построена в селе в 1684 году, сломана в середине XX века.